# Фуссені Кулібалі
Фуссені Кулібалі (фр. Fousseny Coulibaly, нар. 10 серпня 1989) — івуарійський футболіст, півзахисник клубу «Есперанс».

## Клубна кар'єра
Розпочав грати у футбол на батьківщині в клубі «Стелла д'Аджаме», з яким 2012 року виграв національний Кубок.
2013 року відправився до Тунісу, де спочатку один сезон грав за «Монастір», а потім приєднався до «Есперанс», де з першої спроби не закріпився і на початку 2015 року перейшов у «Стад Тунізьєн». Втім вже влітку Кулібалі повернувся в «Есперанс», де цього разу став основним гравцем. З командою двічі вигравав національний чемпіонат і один раз кубок, а 2018 року виграв з командою Лігу чемпіонів КАФ.

## Виступи за збірну
27 липня 2013 року зіграв свій єдиний матч у складі збірної Тунісу в рамках відбору на чемпіонату африканських націй 2014 року проти Нігерії (2:0).
У грудні 2017 року він оголосив про свій намір подати заявку на отримання громадянства Тунісу для можливості грати за національну збірну Тунісу.

## Досягнення
- Чемпіон Тунісу: 2016/17, 2017/18
- Володар Кубка Тунісу: 2015/16
- Володар Кубка Кот-д'Івуару: 2011/12
- Переможець Ліги чемпіонів КАФ: 2018